# Кидинну
Кидинну (также Кидунну; древ.-греч. Киден) (время жизни IV век до н. э., вероятная дата смерти 14 августа 330 г. до н. э.) — эллинизированный халдейский (вавилонский) астроном и математик. Страбон и Плиний Старший называли его Киден (греч. Κιδενας/лат. Cidenas), а Веттий Валент Кидин. Некоторые клинописные и классические греческие и латинские тексты упоминают астронома с этим именем, но не всегда ясно, говорят ли они об одной и той же личности.

## Упоминание Кидинну у древних авторов
Греческий географ Страбон Амасский, в «Географии» 16.1.6, пишет: «В Вавилонии выделены особые поселения для местных философов, так называемых халдеев, которые занимаются преимущественно астрономией. Некоторые из них выдают себя за астрологов, хотя другие их не признают. Существует какое-то племя халдеев и даже область в Вавилонии, где они живут, поблизости от арабов и так называемого Персидского моря. Есть несколько родов халдеев-астрономов: одни называются орхенами, другие — борсиппенами и несколько других — разными именами; они делятся как бы на разные секты с различными учениями по одним и тем же вопросам. Математики упоминают некоторых из этих людей, например Кидена, Набуриана и Судина».
Римский энциклопедист Плиний Старший, в Естественной Истории II.VI.39, пишет, что планета Меркурий может наблюдаться «иногда до восхода, иногда после заката, но согласно Кидену и Сосигену никогда далее чем в 22 градусах от Солнца».
Римский астролог Веттий Валент, в своей «Антологии», говорит что он пользуется Гиппархом для солнечных затмений, Судином, Кидинну и Аполлонием для лунных затмений, и снова Аполонием для обоих типов (затмений).
В дошедшей до нас рукописи «Подручных таблиц» Птолемея, неизвестным читателем в III веке н. э. написан комментарий-схолия «Киден открыл это отношение» — про то, что 251 синодический месяц равен 269 аномалистическому месяцам

## Вклад в науку
Предполагают, что около 315  год до н. э. Кидинну основал астрологическую школу в Вавилоне, которая, похоже, действовала ещё 200 лет. Эта школа стала первой попыткой обучения вавилонской астрологии греков, прибывших в Месопотамию сразу после завоеваний Александра Македонского. Видимо, Кидинну ввёл в регулярное употребление зодиакальный круг, разделённый на 360 градусов.
Полагают, что Кидинну участвовал в создании теории движения Луны (так называемой вавилонской системы «Б»). Хотя учёные не уверены, можно ли назвать его «создателем» указанной теории. Кидинну приписывают вычисление периода смены фаз луны, как 29 суток, 191 и 1/72 временных градуса (1 временной градус = 1/360 суток) — то есть 29,530599414 суток, что в высокой степени точности совпадает с современными представлениями о длине синодического месяца. Гиппарх подтвердил данное значение, Птолемей использовал данное значение в своих работах. Гиллель использовал данное значение в Еврейском календаре, и оно традиционно используется с тех пор.
П. Шнабель предполагает также, что Кидинну открыл предварение равноденствий. Однако О. Е. Нейгебауэр считает данное заключение безосновательным.

## Память
В 1970 г. Международный астрономический союз присвоил имя Кидинну кратеру на обратной стороне Луны.